# سید علی کیایی
سید علی کیایی (زاده ۲۰ آوریل ۱۹۸۷) یک بازیکن فوتسال اهل ایران است.